# Роман Гонзалес
Роман Алберто Гонзалес Луна (роден на 17 юни 1985), е никарагуански боксьор, настоящ световен шампион на WBA в категория лека муха. Той е бивш шампион на WBA в суперлека категория.

## Кариера
Дебютира като професионалист в категория лека муха през 2005 г. За 2 години побеждава слабите си противници – всички с нокаут, най-вече с доброто си ляво кроше.
Негов треньор е Силвио Конрадо. Гонзалес е промотиран от японската Teiken Promotions.
Ппредизвиква световния шампион на WBA в суперлека категория Ютака Ниида на мач в Йокохама на 15 септември 2008 г., побеждавайки с технически нокаут. Гонзалес печели титлата след 58 секунди в 4-тия рунд.
След спечелването на титлата Гонзалес дебютира в категория муха на 13 декември 2008 г. В мача си спира Мигел Телез в 3-тия от уговорените 10 рунда. Завръща се в суперлека категория на 28 февруари 2009 г., когато побеждава Франсиско Розас чрез решение на мнозинството (majority decision).
Гонзалес успешно защитава титлата си за 2-ри път на 14 юли 2009 г. след победа чрез единогласно решение (unanimous decision). Вакантира титлата си, след което печели временната световна титла на WBA в категория лека муха, отново срещу Франсиско Розас. Мачът е в Токио на 24 октомври 2010 г. След тази победа е повишен в шампион за постоянно през февруари 2011 г. Задържа титлата си след 2 успешни защити срещу мексиканците Мануел Варгас и Омар Саладо, съответно през март и юли същата година.
Идва и 3-та защита на титлата – на 1 октомври 2011 г. в MGM Grand Hotel and Casino в Лас Вегас срещу Омар Сото: отново показва класа и борбеност и нокаутира Сото след 36 секунди във 2-рия рунд, чрез комбинация десен прав-ляв ъперкът.
На 17 март 2012 г. се изправя срещу Мануел Хименес в Синалоа, Мексико. Хименес не е сериозна заплаха и Гонзалес го отнася с нокаут още в 1-ви рунд.
На 28 април 2012 г. Гоналес отново защитава титлата си в категория лека муха на WBA пред Рамон Гарсия Хиралес в Помона. Съдия е Раул Каиз – той прекратява мача и обявява Гонзалес за победител, без дори да има отброяване, след като Гонзалес поваля в нокдаун Гарсия 2 пъти в 4-тия рунд.

## Резултати
| Резултат от мача | Личен рекорд | Противник              | Победа чрез             | Рунд        | Дата       | Място                     | Бележки                                                                                    |  |
| ---------------- | ------------ | ---------------------- | ----------------------- | ----------- | ---------- | ------------------------- | ------------------------------------------------------------------------------------------ |  |
| победа           | 34-0-0       | Хуан Франсиско Естрада | Единогласно решение     | 12          | 17.11.2012 | Лос Анджелис, Калифорния  | Защитава титлата в категория лека муха на WBA                                              |  |
| победа           | 33-0-0       | Стивен Монтероса       | Технически нокаут       | (3)10       | 6.10.2012  | Манагуа, Никарагуа        |                                                                                            |  |
| победа           | 32-0-0       | Рамон Гарсия Хиралес   | Нокаут                  | (4)12       | 28.4.2012  | Помона, Калифорния        | Защитава титлата в категория лека муха на WBA                                              |  |
| победа           | 31-0-0       | Мануел Хименес         | Нокаут                  | (1)12       | 17.3.2012  | Синалоа, Мексико          |                                                                                            |  |
| победа           | 30-0-0       | Омар Сото              | Нокаут                  | (2)12, 0:36 | 1.10.2011  | Лас Вегас, Невада         |                                                                                            |  |
| победа           | 29-0-0       | Омар Саладо            | технически нокаут       | (7)12, 0:48 | 16.7.2011  | Канкун, Мексико           | Защитава титлата в категория лека муха на WBA                                              |  |
| победа           | 28-0-0       | Мануел Варгас          | Единогласно решение     | (12)12      | 19.3.2011  | Сан Педро Чулула, Мексико | Защитава титлата в категория лека муха на WBA                                              |  |
| победа           | 27-0-0       | Франсиско Розас        | Нокаут                  | (2)12, 1:38 | 24.10.2010 | Токио, Япония             | Реванш. Печели временната титла в категория лека муха на WBA                               |  |
| победа           | 26-0-0       | Хесус Лимонес          | Технически нокаут       | (2)10, 0:25 | 3.9.2010   | Манагуа, Никарагуа        | Лимонес изпада в нокдаун веднъж в 1-ви рунд                                                |  |
| победа           | 25-0-0       | Иван Менесес           | Технически нокаут       | (4)10       | 30.1.2010  | Пуебла, Мексико           | Защитава титлата в суперлека категория на WBA. Менесес изпада в нокдаун веднъж в 3-ти рунд |  |
| победа           | 24-0-0       | Кацунари Такаяма       | Единогласно решение     | (12)12      | 14.7.2009  | Кобе, Япония              | Защитава титлата в суперлека категория на WBA                                              |  |
| победа           | 23-0-0       | Франсиско Розас        | Решение на мнозинството | (12)12      | 28.2.2009  | Оахака де Хуарес, Мексико | Защитава титлата в суперлека категория на WBA                                              |  |
| победа           | 22-0-0       | Мигел Телез            | Технически нокаут       | (3)10, 0:10 | 13.12.2008 | Манагуа, Никарагуа        |                                                                                            |  |
| победа           | 21-0-0       | Ютака Нийда            | Технически нокаут       | (4)12, 1:59 | 15.11.2008 | Йокохама, Япония          | Печели титлата в суперлека категория на WBA                                                |  |
| победа           | 20-0-0       | Ейбрахам Ириас         | Технически нокаут       | (2)8, 1:02  | 12.7.2008  | Манагуа, Никарагуа        |                                                                                            |  |
| победа           | 19-0-0       | Хуан Франсиско Сентено | Нокаут                  | (3)10       | 13.6.2008  | Манагуа, Никарагуа        | Реванш.                                                                                    |  |
| победа           | 19-0-0       | Хавиер Мурило          | Единогласно решение     | (10)10      | 29.2.2008  | Манагуа, Никарагуа        | Мурило изпада в нокдаун 7 пъти                                                             |  |
| победа           | 17-0-0       | Хироши Матсумото       | Единогласно решение     | (10)10      | 14.1.2008  | Йокохама, Япония          |                                                                                            |  |
| победа           | 16-0-0       | Хавиер Тейо            | Нокаут                  | (2)10, 1:48 | 14.12.2007 | Манагуа, Никарагуа        |                                                                                            |  |
| победа           | 15-0-0       | Ериберто Хехон         | Нокаут                  | (1)10, 1:09 | 3.11.2007  | Токио, Япония             |                                                                                            |  |
| победа           | 14-0-0       | Мигел Телез            | Нокаут                  | (3)10       | 13.7.2007  | Манагуа, Никарагуа        |                                                                                            |  |
| победа           | 13-0-0       | Хосе Луис Варела       | Нокаут                  | (1)10, 2:28 | 12.5.2007  | Манагуа, Никарагуа        |                                                                                            |  |
| победа           | 12-0-0       | Висенте Ернандес       | Технически нокаут       | (2)10       | 30.3.2007  | Манагуа, Никарагуа        |                                                                                            |  |
| победа           | 11-0-0       | Елвис Ромеро           | Нокаут                  | (1)8        | 16.2.2007  | Манагуа, Никарагуа        |                                                                                            |  |
| победа           | 10-0-0       | Хуан Франсиско Сентено | Технически нокаут       | (7)10       | 15.12.2006 | Манагуа, Никарагуа        | Сентено изпада в нокдаун веднъж в 1-ви, два пъти във 2-ри и два пъти в 7-и рунд            |  |
| победа           | 9-0-0        | Оскар Мурило           | Нокаут                  | (1)10       | 6.10.2006  | Манагуа, Никарагуа        |                                                                                            |  |
| победа           | 8-0-0        | Франсиско Меза         | Нокаут                  | (2)8        | 1.11.2006  | Манагуа, Никарагуа        | Реванш                                                                                     |  |
| победа           | 7-0-0        | Франсиско Меза         | Оттегляне               | (6)10, 0:10 | 31.3.2006  | Манагуа, Никарагуа        |                                                                                            |  |
| победа           | 6-0-0        | Хосе Мартинез          | Нокаут                  | (2)8        | 3.3.2006   | Манагуа, Никарагуа        |                                                                                            |  |
| победа           | 5-0-0        | Роберто Меза           | Технически нокаут       | (1)8, 2:18  | 20.1.2006  | Манагуа, Никарагуа        | Гонзалез изпада в нокдаун веднъж в мача, срещу 3 нокдауна на Меза.                         |  |
| победа           | 4-0-0        | Еди Кастро             | Нокаут                  | (3)6        | 15.10.2005 | Манагуа, Никарагуа        |                                                                                            |  |
| победа           | 3-0-0        | Давид Сентено          | Нокаут                  | (1)6        | 30.9.2005  | Манагуа, Никарагуа        |                                                                                            |  |
| победа           | 2-0-0        | Николас Меркадо        | Нокаут                  | (1)4        | 19.8.2005  | Манагуа, Никарагуа        |                                                                                            |  |
| победа           | 1-0-0        | Рамон Урбина           | Нокаут                  | (2)4        | 1.7.2005   | Манагуа, Никарагуа        | Професионален дебют на Гонзалес                                                            |  |

| Предишен шампион Ютака Нийда | Шампион на WBA в суперлека категория 15 септември 2008 – 8 октомври 2010 вакантира титлата | Следващ шампион Квантай Ситморсенг |

| Вакантирана Последен шампион Хуан Карлос Ревеко | Шампион на WBA в категория лека муха 24 октомври 2010 – 4 февруари 2011 | Следващ шампион Повишен |

| Предишен шампион Хуан Карлос Ревеко вакантира титлата | Шампион на WBA в категория лека муха 4 февруари 2011 – 30 ноември 2012 повишен | Вакантирана Следващ шампион Казуто Йока |

| Вакантирана Последен шампион Джовани Сегура | Шампион на WBA в категория лека муха 30 ноември 2012 – Супер титла | Вакантирана Следващ шампион Неопределен |